# Edward Maya
Eduard Marian Ilie (29 de juny de 1986, Bucarest, Romania), més conegut com a Edward Maya, és un cantant, compositor, dj i productor de música electrònica. Es va graduar en el George Enescu Music High School a Bucarest i actualment és alumne d'últim any de la Universitat Nacional de Música de Bucarest.
Als 19 anys va compondre al costat d'Eduard Carcota la cançó "Tornerò", interpretada per Mihai Tră istariu, que va representar a Romania en el Festival de la Cançó d'Eurovisió de 2006, obtenint la quarta posició. Després d'això, va col·laborar amb diferents artistes romanesos (Akcent, Costi Ioniţă, Vika Jigulina, Casa Boig, Studio One, DjRynno, Dj Sava, Marius Nedelcu, Blaxy Girls i Imba).
En 2008 va produir l'àlbum que va ajudar a rellançar-se a la banda Akcent, apareixent al mercat musical internacional amb èxits com "Stay with Me", "That's my Name" i "Lover's Cry".
En l'estiu de 2009, Edward va presentar el seu primer senzill com a artista, "Stereo Love", que va aconseguir el número 1 en la llista d'èxits romanesa. Poc després es va convertir en un èxit en molts llocs del món. Després de l'èxit de la cançó, Maya va començar una gira per tot el món.

## Discografia
- «Stereo Love» (2009)
- «This Is My Life» (2010)
- «Desert Rain» (2010)